# Větrná jeskyně
Větrná jeskyně (anglicky Wind Cave) se nachází v Jižní Dakotě v USA severně od města Hot Springs. Délka známých chodeb v jeskyni činí 236,96 km, což z ní činí čtvrtou nejdelší známou jeskyni na světě. Velká část jeskyně je pokrytá speciální kalcitovou formou nazývající se boxwork, připomínající včelí plástve, dále se zde vyskytují keříčkovité útvary zvané frostwork (známé také z Jeskyně klenotů či z Ochtinské aragonitové jeskyně) či kuličky zvané popcorn. Jeskyně je díky spleti chodeb nazývána jeskynním bludištěm.
Indiáni Lakotové znali díru do země, ze které často vál silný průvan, a uctívali ji jako posvátné místo svých předků. V roce 1881 se bratři Tom a Jesse Binghamové spustili do malého otvoru, z něhož byl slyšet proudící vzduch. Vítr dal nově objevené jeskyni jméno. Jeskyně potřebuje vyrovnávat rozdíly atmosférického tlaku mezi jeskyní a povrchem, následkem čehož vzniká silné proudění dovnitř nebo vně ze vstupů do jeskyně. Později byly rozsáhlé prostory jeskyně objeveny šestnáctiletým Alvinem McDonaldem a v roce 1892 byla jeskyně zpřístupněna veřejnosti. Objevy nových prostor v jeskyni pokračují doposud.

## Národní park Větrná jeskyně

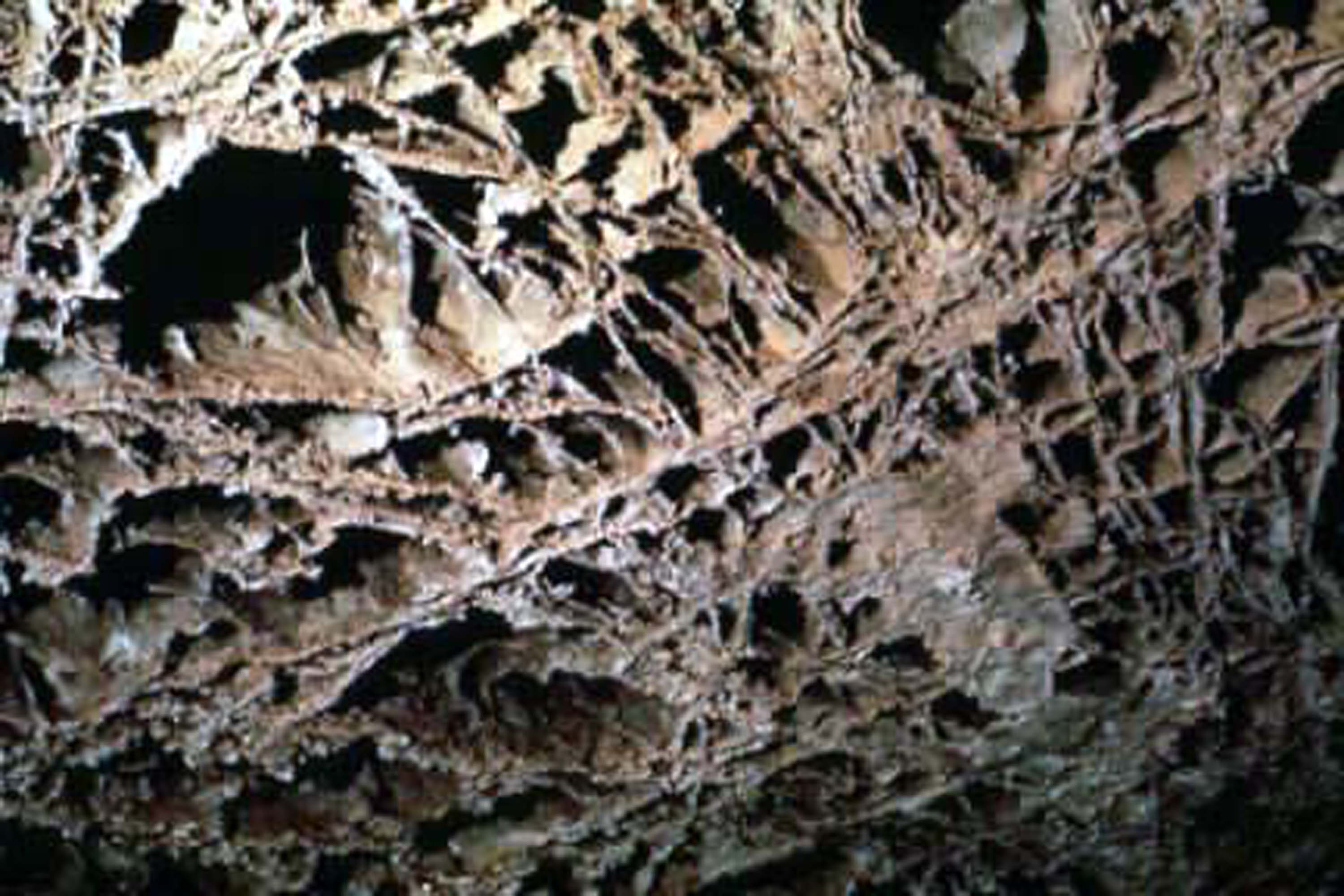
Vápencové útvary zvané boxwork ve Větrné jeskyni

Okolí jeskyně bylo vyhlášeno národním parkem již v roce 1903 prezidentem Theodorem Rooseveltem, jako první národní park s jeskyněmi na světě.[zdroj?] Na povrchu se nachází jeden z největších zbytků původní travnaté prérie v USA, kde žijí stáda bizonů, jelenů wapiti, vidlorohů amerických a psouni prérioví.
Většina parku je přístupná po 50 km turistických stezek.
Poblíž se nachází Jeskyně klenotů (Jewel Cave) – druhá nebo třetí nejdelší jeskyně světa.